# سعید مصطفوف
سعید مصطفوف (بلغاری: Саид Мустафов؛ ۱۳ مارس ۱۹۳۳ – تاریخ ورودی نامعتبر است) کشتی‌گیر اهل بلغارستان بود.